# Toxophora emeljanovi
Toxophora emeljanovi är en tvåvingeart som beskrevs av Zaitzev 1980. Toxophora emeljanovi ingår i släktet Toxophora och familjen svävflugor.
Artens utbredningsområde är Mongoliet. Inga underarter finns listade i Catalogue of Life.